# Barbus borysthenicus
Barbus borysthenicus är en fiskart som beskrevs av Benedykt Dybowski 1862. Barbus borysthenicus ingår i släktet Barbus och familjen karpfiskar. Inga underarter finns listade.